# Furlug

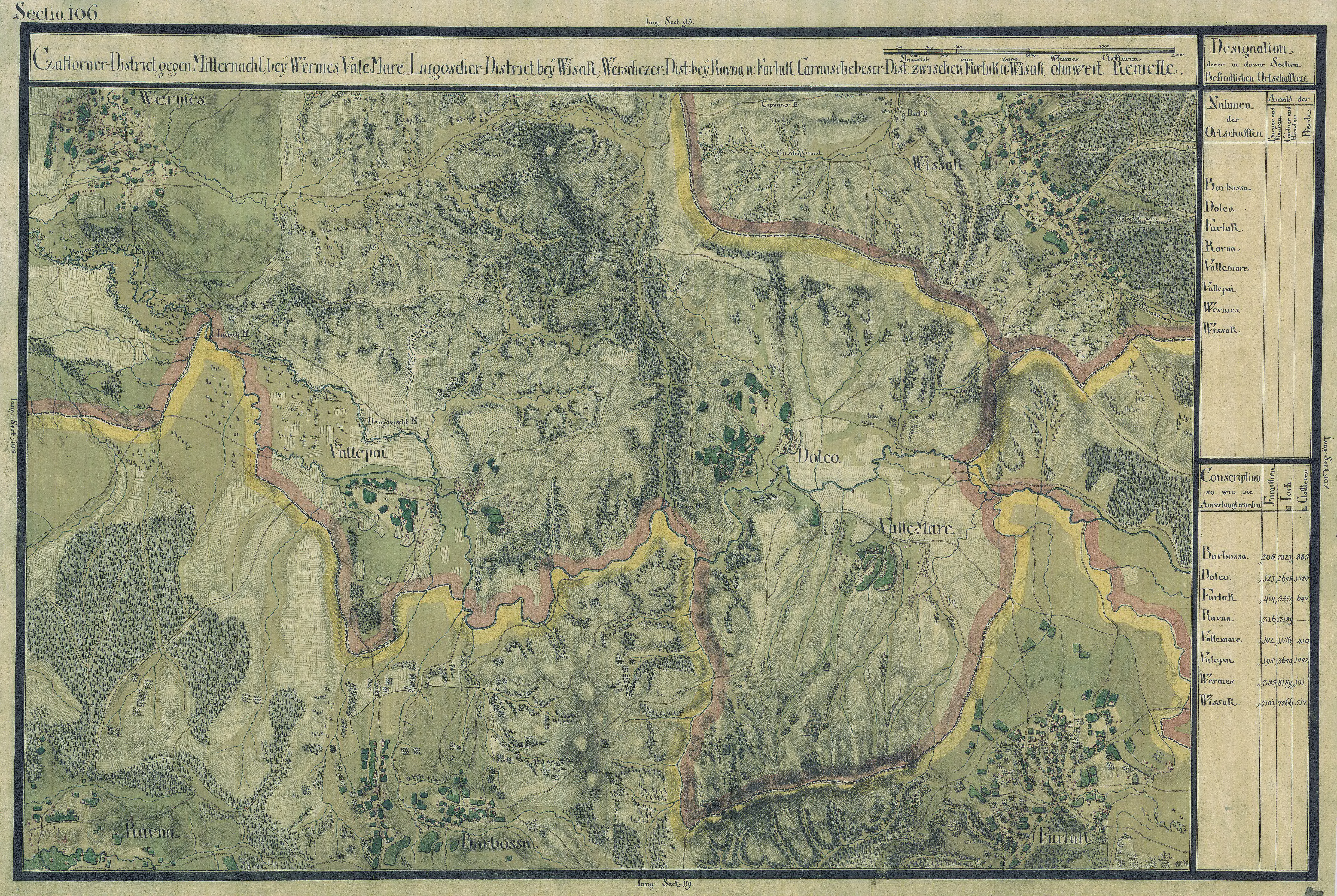
Furlug egy régi térképen

Furlug, Furluc vagy Furluk (Fârliug), település Romániában, a Bánságban, Krassó-Szörény megyében.

## Fekvése
Resicabányától északra fekvő település.

## Története
Furlug nevét 1690-1700 körül említette először oklevél Ferlyug néven. 1717-ben Firluck, 1804-ben Furluk, 1808-ban Furlog, 1888-ban Furlung néven írták.
1851-ben Fényes Elek írta a településről: „Furlag, nagy oláh falu, Krassó vármegyében, hegyek közt, közel a Boganis vizéhez, Lugoshoz 3 órányira: 1 katholikus, 2684 óhitű lakossal, anyatemplommal, sok erdővel, szilvásokkal. Bírja Palikucsevnyi család.”
1910-ben 2643 lakosából 2537 román, 42 magyar, 40 cigány volt. Ebből 1811 görögkeleti ortodox, 774 görögkatolikus, 41 római katolikus volt.
A trianoni békeszerződés előtt Krassó-Szörény vármegye Boksánbányai járásához tartozott.

## Nevezetességek
- 1783-ban épült, az Istenanya Születésének szentelt temploma a romániai műemlékek jegyzékében a CS-II-m-B-11114 sorszámon szerepel.[1]